# Anidiops villosus
Anidiops villosus là một loài nhện trong họ Idiopidae.
Loài này thuộc chi Anidiops. Anidiops villosus được William Joseph Rainbow miêu tả năm 1914.

## Hình ảnh

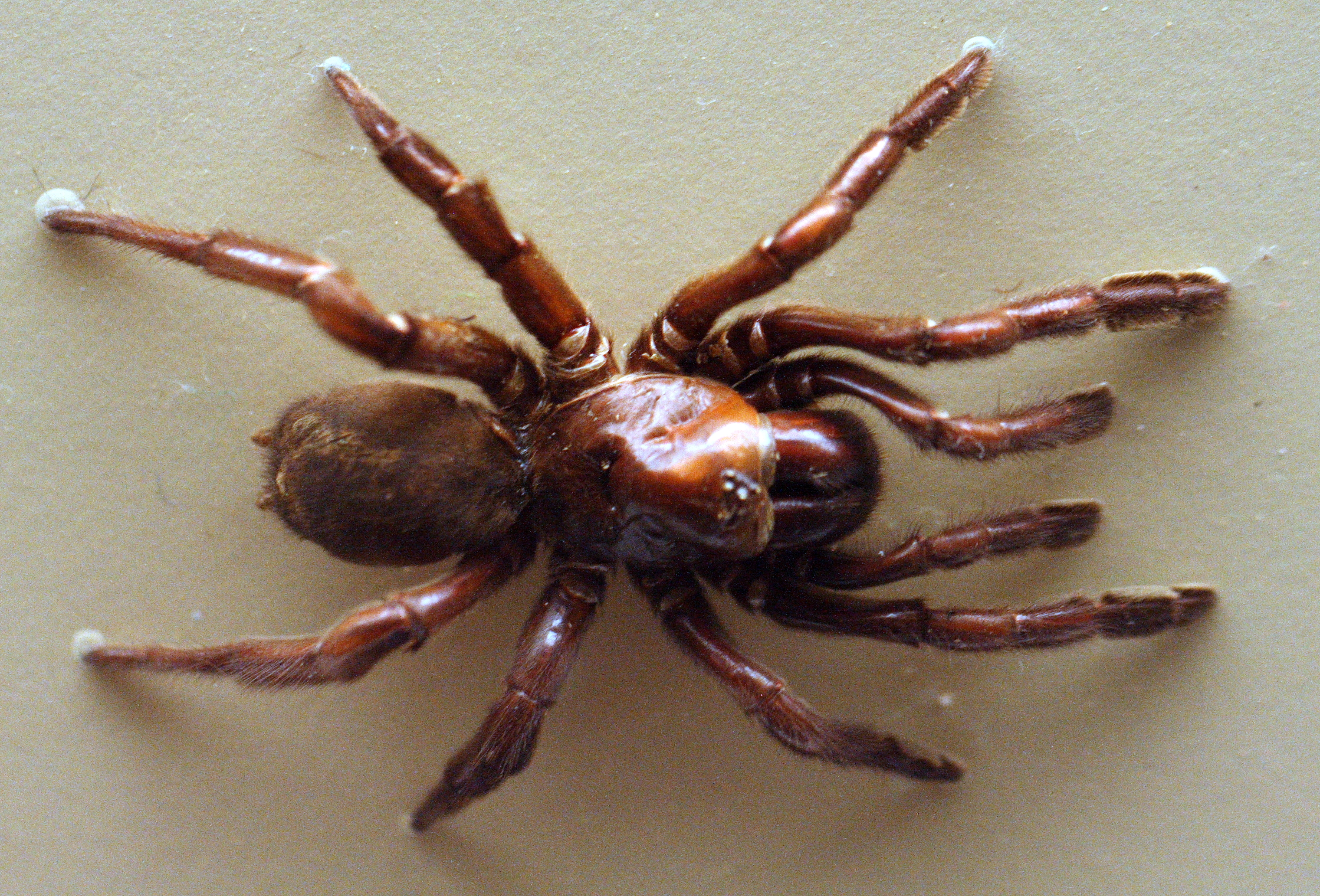